# Appomattox megye
Appomattox megye az Amerikai Egyesült Államokban, azon belül Virginia államban található. Megyeszékhelye és legnagyobb városa Appomattox. Lakosainak száma 16 119 fő (2020. április 1.). Appomattox megye Nelson, Buckingham, Prince Edward, Charlotte, Campbell és Amherst megyékkel határos.

## Népesség
A megye népességének változása:
| Lakosok száma | 15 034 | 15 004 | 15 166 | 15 255 | 15 414 | 16 119 |
|               | 2010   | 2011   | 2012   | 2013   | 2015   | 2020   |